# ديفيد تورنر
ديفيد تورنر ولد بتاريخ (5 فبراير عام 1949 في المملكة المتحدة) (بالإنجليزية: David Turner)‏ هو لاعب كريكت بريطاني. لعب مع نادي مقاطعة هامبشاير للكريكت ‏.
هو لاعب كريكيت سابق من الدرجة الأولى لهامبشاير في المملكة المتحدة. لعب 426 مباراة بين عامي 1966 و 1989، برصيد 19005 شوط وبمتوسط 30.55 ضربة.
لعب ديفيد تيرنر في هامبشاير 24 موسماً متتالياً ولذا تعد مسيرته أطول مسيرة متواصلة عبر التاريخ أخذاً بعين الاعتبار تأثير الحرب العالمية الأولى على لاعبين معينين. وهو أيضًا لاعب الكريكيت الوحيد من هامبشاير الذي شارك في الفرق التي فازت بالبطولة ودوري الأحد ونهائي لورد. لم تكن هامبشاير المقاطعة الوحيدة التي سعت إلى التوقيع مع الشاب الأعسر لكنه جاء إلى المقاطعة، حيث ظهر لأول مرة في أغسطس 1966 م، عندما كان يبلغ من العمر 17 عامًا فقط. لم يكن عضوًا منتظمًا في الفريق خلال المواسم الأولى، ولكن في أغسطس 1969 م، سجل 181 جولة في البيضاوي، وهو لا يزال أعلى رقم سُجّل في هامبشاير خلال مباريات البطولة.و خلال الموسمين التاليين، اجتاز 1000 جولة وفي منتصف مايو 1972، أثار إعجاب الأستراليين الهواة، وأخذ 131 من هجومهم.ومرة في ساوثهامبتون. تم التحدث عنه باعتباره معرّضاً للاختبار، ولكن بعد بضعة أسابيع في باسينجستوك تقاعد بعد أن أُصيب في عينه من كرة قريبة، ويبدو أن هذه الإصابة بدت أنها أضعفت ثقته بنفسه. ومع ذلك، فقد عاد إلى الفريق باعتباره حاضرًا دائمًا مع 1000 نقطة حيث فاز هامبشاير باللقب في عام 1973م
منذ ذلك الحين وحتى تقاعده في عام 1989، واصل التسجيل حتى اعتزاله وفي النهاية تجاوز 1000 نقطة في تسعة مواسم وفي سنواته الأخيرة، ارتفع متوسط تسجيله إلى الأربعينيات، وإلى 49.18 نقطة في «الصيف الهندي» لعام 1987 - بالنسبة لهامبشاير أنهى معه 18683 جولة من الدرجة الأولى و 27 قرناً. لقد سجل ما يقرب من 10000 جولة في هامبشاير، وكان مناسبًا في الويكيت مع قائده عندما فاز هامبشاير بأول نهائي لورد في عام 1988. بولر، في الستينيات، عندما أعادت السلطات إحياء منافسة الكريكيت الفردية بين لاعبي الكريكيت في المقاطعة، كان هو بطل المقاطعة في عامي 1967 و 1968 "Lambert & Butler". تقاعد لتولي إدارة شركة الأحذية التي كانت مملوكة من قبل العائلة، في منزله في ويلتشير.

## وصلات خارجية
- ديفيد تورنر على موقع إي آس بي آن كريك إنفو (الإنجليزية)